# Church Rock (Novo México)
Church Rock é uma Região censo-designada localizada no estado americano de Novo México, no Condado de McKinley.

## Demografia
Segundo o censo americano de 2000, a sua população era de 1077 habitantes.

## Geografia
De acordo com o United States Census Bureau tem uma área de
6,3 km², dos quais 6,2 km² cobertos por terra e 0,1 km² cobertos por água. Church Rock localiza-se a aproximadamente 2129 m acima do nível do mar.

## Localidades na vizinhança
O diagrama seguinte representa as localidades num raio de 28 km ao redor de Church Rock.